# Temporada da NFL de 1928
A Temporada de 1928 da National Football League foi a 9º temporada do principal torneio de futebol americano dos Estados Unidos. O campeão foi o Providence Steam Roller.

## Tabela
| Providence Steam Roller  | 8  | 1 | 2 | 88,9% | 128 | 42  |
| Frankford Yellow Jackets | 11 | 3 | 2 | 78,6% | 175 | 84  |
| Detroit Wolverines       | 7  | 2 | 1 | 77,8% | 189 | 76  |
| Green Bay Packers        | 6  | 4 | 3 | 60%   | 120 | 92  |
| Chicago Bears            | 7  | 5 | 1 | 58,3% | 182 | 85  |
| New York Giants          | 4  | 7 | 2 | 36,4% | 79  | 136 |
| New York Yankees         | 4  | 8 | 1 | 33,3% | 103 | 179 |
| Pottsville Maroons       | 2  | 8 | 0 | 20%   | 74  | 134 |
| Chicago Cardinals        | 1  | 5 | 0 | 16,7% | 7   | 107 |
| Dayton Triangles         | 0  | 7 | 0 | 00%   | 9   | 131 |